# Хуго I (Италия)
Хуго I Арлски (на френски: Hugues d'Arles; * пр. 887; † 10 април 947, Арл) от рода на Бозонидите, е граф на Виен, от 905 г. регент на ослепения Лудвиг III Слепи. От 924 г. той е крал на Долна Бургундия и от 926 до 946 г. е крал на Италия.

## Произход и бракове
Хуго е син на граф Теотбалд от Арл и Берта от Лотарингия, незаконна дъщеря на каролинга Лотар II и на Валдрада, която се жени втори път за Адалберт II от Тусция († 915).
Хуго се жени през 912 г. за Вила Бургундска († пр. 924), дъщеря на Бозон Виенски и вдовица на Рудолф I – крал на Бургундия († 912). Двамата нямат деца.
През 924 г. той се жени втори път за Алда Стара (* 910; † пр. 932). От нея той има син Лотар II и дъщеря Алда Млада (майка на бъдещия папа Йоан XII).

## Управление
След смъртта на ослепения Лудвиг III той превзема Долна Бургундия през 924 г. През 926 г. е коронован за крал на Италия в Павия на мястото на детронирания син на жена му Рудолф II и трябва да му преотстъпи Долна Бургундия.
Хуго извиква в страната против Беренгар I арабите, а те – унгарците. Двата народа започват веднага да разграбват Горна Италия.
Хуго управлява със сила и терор. Имал харем от красиви жени. През 931 г. ослепява полубрат си – маркграф Ламберт и дава земите му на своя истински брат Бозон. През 932 г. се жени за римската аристократка Марозия, вдовица на Гвидо (брат на Ламберт), майка на папа Йоан XI, с цел да получи кайзерската корона.
Няколко дена преди коронацията си в Рим през декември 932 г. неговият доведен син Алберих II Сполетски вдига бунт срещу него и майка си и е издигнат за господар на Рим. Понеже не е с голяма свита, Хуго бяга от Рим и оставя новата си жена там, където тя е затворена и по-късно умира. Хуго започва веднага обсада на Рим, за да я освободи и да вземе властта обратно, но прекъсва обсадата без резултат през 933 г. През 936 г. отново се опитва да превземе Рим, но преустановява действия и започва мирни преговори.
През 933 г. Хуго губи Долна Бургундия от крал Рудолф II от Горна Бургундия, който за сметка на това трябва да се откаже от владетелските си претенции към Италия. През 937 г., след смъртта на Рудолф II, Хуго се опитва безуспешно да си върне загубената територия.
На 12 декември 937 г. се жени за Берта от Швабия, вдовицата на Рудолф II. През 944 г. се бие подпомаган от византийската флота в Прованс против испанските сарацини. През 946 г. се отказва от престола и дава властта на 18-годишния си син Лотар II, който умира внезапно през 950 г.

## Извънбрачни деца
Хуго има няколко любовници и незаконни жени, от които има още няколко деца. От конкубината си Ванделмода има син Хумберт (920/925 – 15 септември 967/март 970), маркграф на Тоскана. От Пецола има син и дъщеря Берта (927/930 – 949); омъжена за Роман II Младши (938 – 963), император на Византия от 959 г.